# 新发镇 (五大连池市)
新發鎮，是中华人民共和国黑龙江省黑河市五大连池市下辖的一个乡镇级行政单位。

## 行政区划
新发鎮下辖以下地区：
新发社区、和民村、德都村、核心村、胜利村、永和村、德安村、新发村、永胜村、凤山村和青山村。